# Giải thưởng Nhà nước (Việt Nam)
Giải thưởng Nhà nước là giải thưởng cấp quốc gia quan trọng thứ hai của Việt Nam, do Chủ tịch nước Việt Nam ký quyết định, tặng thưởng cho những tác giả có một hoặc nhiều công trình nghiên cứu khoa học, kỹ thuật, những tác phẩm văn học, nghệ thuật có giá trị cao về khoa học, văn học, nghệ thuật, về nội dung tư tưởng, có tác dụng và ảnh hưởng lớn trong xã hội. Về mức độ ảnh hưởng, Giải thưởng Nhà nước xếp sau Giải thưởng Hồ Chí Minh.
Trên thực tế, Giải thưởng Nhà nước thường được phân ra làm hai lĩnh vực chính, có Hội đồng Giải thưởng khác nhau và có thể trao giải vào các thời điểm khác nhau, bao gồm: Giải thưởng Nhà nước về Văn học Nghệ thuật và Giải thưởng Nhà nước về Khoa học công nghệ.
Tuy Giải thưởng Nhà nước theo luật định sẽ được xét và công bố hai năm một lần vào dịp Quốc khánh 2-9, cho đến nay, việc xét và trao giải thưởng vẫn theo chu kỳ 5 năm của Giải thưởng Hồ Chí Minh.

## Giải thưởng Nhà nước về Văn học Nghệ thuật
Giải thưởng về Văn học Nghệ thuật được trao cho tác giả của các lĩnh vực âm nhạc, văn học, sân khấu, mỹ thuật, nhiếp ảnh, múa, điện ảnh, văn nghệ dân gian và kiến trúc. Bộ Văn hóa, Thể thao và Du lịch là Bộ chủ trì thành lập Hội đồng Giải thưởng để tư vấn cho Thủ tướng trình danh sách lên Chủ tịch nước phê duyệt.
Cho đến nay, Giải thưởng Nhà nước về Văn học nghệ thuật được ký quyết định trao tặng vào các năm 2001, 2007, 2012, 2017 và 2022.

## Giải thưởng Nhà nước về Khoa học Công nghệ
Giải thưởng về Khoa học Công nghệ được trao cho các lĩnh vực Khoa học xã hội và nhân văn, Khoa học y dược, Khoa học tự nhiên, Khoa học kỹ thuật, Khoa học nông nghiệp và An ninh - quốc phòng. Riêng lĩnh vực An ninh - quốc phòng không được công bố chi tiết tên công trình và tác giả vì lý do an ninh. Giải thưởng Khoa học Công nghệ do Bộ Khoa học và Công nghệ chịu trách nhiệm tổ chức Hội đồng Giải thưởng.
Giải thưởng Nhà nước về Khoa học Công nghệ đã có năm đợt trao giải gồm các năm 2000, 2005, 2010, 2016 và 2022.